# Хала Місраті
Хала Містраті (Гала аль-Місраті; араб. هالة المصراتي (1980 , Триполі )) — відома лівійська телеведуча та журналістка .

## Біографія
Гала аль-Місраті народилася 1980 року в столиці Лівії Триполі. Дівчина брала активну участь у громадському житті країни, перебувала у складі багатьох правозахисних організацій Африки, була відома як літератор, журналістка, юристка з міжнародного права. Писала для засобів масової інформації аналітичні статті. Авторству Галі аль-Місраті належить низка опублікованих літературних творів, наприклад, збірка оповідань «У Місяця інша особа», що вийшла 2007 року.
З 2008 року працювала на телебаченні та була ведучою кількох телевізійних каналів Лівії, зокрема державного Libiyah TV, а також молодіжного телеканалу . Телеведуча користувалася у жителів Лівії величезною популярністю в роки, що передували громадянській війні 2011—2012 років, вважалася найпопулярнішою журналісткою країни.
Була відома лояльністю до лідера Джамахірії Муаммара Каддафі.

### Громадянська війна
Журналістка була відома низкою своїх заяв і висловлювань, наприклад, вона озвучила в телеефірі фетву про засудження Радою Безпеки ООН придушення урядовими силами Джамахірії виступів лівійської опозиції.
Стала відомою на весь світ у серпні 2011 року, коли повстанці вже брали в облогу столицю прихильників Муаммара Каддафі місто Триполі. У прямому ефірі новинної програми Libiyah TV Хала Місраті у зверненні до повстанців у Триполі, з бойовим пістолетом у руках, пообіцяла особисто битися до останньої краплі крові за лівійського лідера та вбити будь-кого, хто спробує увірватися до будівлі телевізійного центру Триполі, або померти.

### Після перемоги повстанців
За інформацією іноземних ЗМІ, після захоплення Триполі повстанцями Хала потрапила до них у полон, була поміщена у в'язницю Сейні Джадіда в Триполі і піддавалася тортурам. За даними африканських ЗМІ з посиланням на тюремних лікарів повідомлялося про декілька випадків зґвалтування журналістки за час її ув'язнення.
На телебаченні востаннє з'явилася 30 грудня 2011 року. Під час зйомки вона не промовила жодного слова і весь час тримала в руках листок з датою зйомки. Після показу передачі серед тих, хто бачив ці кадри, стала поширюватися інформація, що журналістці могли відрізати язик. Журналістка завжди жорстко виступала проти бунтівників, і завжди висловлювала свою позицію прямо та відверто. Раніше вона заявляла про свою готовність мститися за вбитого повстанцями лідера Джамахірії Муаммара Каддафі.
Після цього протягом двох місяців журналістку ніхто не бачив і жодних відомостей про неї не надходило.

### Чутки про загибель
17 лютого 2012 року телеканал Al-Arabiya повідомив, що відома журналістка та популярна телеведуча Гала аль-Місраті була вбита у в'язниці Триполі. Джерела повідомляли, що вбивство неугодної новому режиму журналістки було приурочено до Дня річниці початку революції в Лівії — 17 лютого 2011 року. Представники лівійської влади ніяк не прокоментували цю інформацію. За даними каналу Al-Arabiya, вбивство було скоєно через відкриту заяву журналістки про неприйняття нової влади Лівії та прихильне ставлення до неї з боку вбитого лівійського лідера Муаммара Каддафі.
19 лютого 2012 року на сервісі YouTube було розміщено запис, де журналістка спростовує повідомлення про власну смерть, повідомляє, що вона вже протягом 6 місяців перебуває серед революціонерів і говорить про невідповідність дійсності повідомлень про погане ставлення до себе з боку повстанців.